# Петр (Лукьянов)
Архиепи́скоп Пе́тр (в миру Па́вел Андре́евич Лукья́нов; 9 августа 1948, Сан-Франциско, Калифорния, США — 8 ноября 2024) — архиерей Русской православной церкви заграницей, архиепископ Чикагский и Средне-Американский.

## Биография
Родился 9 августа 1948 года в Сан-Франциско в семье русских эмигрантов, прибывших в США из Китая.
Окончил Свято-Кирилло-Мефодиевскую русскую гимназию при кафедральном соборе и среднюю школу в Сан-Франциско.
Был алтарником при соборе в Сан-Фрианциско при архиепископах Тихоне (Троицком) и Иоанне (Максимовиче).
19 августа 1965 года поставлен святителем Иоанном (Максимовичем) во чтецы. Был прислужником у святителя Иоанна, помогал ему и сопровождал его в архипастырских поездках.
В сентябре 1966 года поступил в Свято-Троицкую духовную семинарию в Джорданвилле, которую окончил в 1971 году со степенью бакалавра богословских наук. Магистр по русской литературе при Норвичском университете (1972).
С 1972 года преподавал историю Русской Церкви, Новый Завет (гомилетику) и историю мира и цивилизации в Свято-Троицкой семинарии. Был инспектором семинарии.
В 1971—1976 годы нёс послушание при Архиерейском синоде РПЦЗ.
В 1986 году окончил православный богословский факультет Сербской православной церкви.
2 марта 1987 года стал послушником Свято-Троицкого монастыря в Джорданвилле.
В 1980-х — 1990-х годах упомянут как секретарь епархиального совета Сиракузской и Троицкой епархии РПЦЗ.
В 1988 году пострижен в монашество и рукоположён архиепископом Сиракузским и Троицким Лавром (Шкурлой) в сан иеродиакона.
25 апреля 1989 году рукоположён во иеромонаха.
Преподавал в Свято-Троицкой семинарии — Историю Русской Церкви, Историю Церкви, Историю мира и цивилизации, и состоял Инспектором семинарии. Из монастырских послушаний — нес должность секретаря Духовного собора Свято-Троицкого монастыря в Джорданвилле. Автор статьей в церковных изданиях (нередко публиковался под псевдонимом).
В 1991 году упомянут как секретарь Фонда имени Святого праведного Иоанна Кронштадтского в городе Ютика (штат Нью-Йорк, США).
В 1993 году иеромонах Петр сослужил Патриарху Сербскому Павлу.
17 октября 2000 года постановлением Архиерейского Собора Русской Православной Церкви Заграницей назначен начальником Русской духовной миссии в Иерусалиме. 22 ноября прибыл к месту служения.
В 2002 году освобожден от должности начальника Русской духовной миссии и определён администратором Чикагской и Детройтской епархии в помощь больному архиепископу Алипию (Гамановичу).

### Архиерейство
Прошедший 12 по 14 мая 2003 года Архиерейский Синод РПЦЗ постановил архимандриту Петру (Лукьянову) быть викарным епископом Чикагской епархии с титулом Кливлендский.
12 июля 2003 года в Покровском соборе в Дес-Плейнс, на праздник святых апостолов Петра и Павла, архимандрит Петр (Лукьянов) был хиротонисан во епископа Кливлендского, викария Чикагско-Детройтской епархии. Рукоположение совершили: митрополит Восточно-Американский и Нью-Йоркский Лавр (Шкурла), архиепископ Чикагский Алипий (Гаманович) и епископ Сан-Францисский Кирилл (Дмитриев). Среди мирян, которые пришли на службу, были сестра болгарского царя Симеона II и другие члены болгарской царской фамилии. Члены царской семьи поминались на Великом входе.
13 мая 2008 года на Архиерейском Соборе РПЦЗ избран постоянным членом Архиерейского Синода РПЦЗ.
С сентября 2009 года — казначей Архиерейского Синода РПЦЗ.
14 июня 2015 года принял участие в торжествах по случаю 25-летия канонизации святого праведного Иоанна Кронштадтского на его малой родине — в селе Сура Пинежского района Архангельской области.
1 июля 2016 года Архиерейский Синод почислил архиепископа Алипия (Гамановича) на покой и назначил епископа Петра правящим архиереем Чикагской и Средне-Американской епархии с возведением в сан архиепископа.
13 июня 2017 года решением Архиерейского собора РПЦЗ награждён правом ношения креста на клобуке за многолетнее служение Церкви.
Скончался 8 ноября 2024 года в возрасте 76 лет. 15 ноября, клир и богомольцы Покровского кафедрального собора в Чикаго встретили гроб с телом новопреставленного, после чего соборным клиром был совершен парастас. По окончании богослужения митрополит Восточно-Американский и Нью-Йоркский Николай (Ольховский) обратился к присутствовавшим со словами назидания и соболезнования и совершил литию у гроба новопреставленного в сослужении епископа Каракасского и Южно-Американского Иоанна (Берзиня), епископа Сонорского Иакова (Кораццы), секретаря епархиального управления протоиерея Григория Джойса, соборного ключаря протоиерея Валерия Вовковского, священнослужителей Средне-Американской епархии и гостей в священном сане. На следующее утро в Покровском кафедральном соборе митрополит Николай возглавил служение Божественной литургии в сослужении вышеупомянутых архипастырей, Начальника Русской Духовной Миссии РПЦЗ в Иерусалиме архимандрита Романа (Красовского), протоиерея Стефана Павленко и клириков Средне-Американской епархии. Многочисленный диаконский лик возглавил соборный протодиакон Александр Кичаков. За богослужением молились архиепископ Новограчаницко-Чикагский, митрополит Среднезападноамериканский Лонгин (Крчо) (Сербская Православная Церковь), архиепископ Чикаго и Среднего Запада Даниил (Брум) (Православная Церковь в Америке) и епископ Костайницкий Серафим (Сербская Православная Церковь), другие представители Поместных Православных Церквей. Перед чином отпевания митрополит Николай обратился со словами благодарности за молитвы и соучастия в общей скорби, особо призвав священнослужителей и чад Средне-Американской епархии беречь заветы почившего, всегда щедро делившегося своими воспоминаниями о святителе и чудотворце Иоанне, особенностями его служения и традициями, которых он придерживался. Митрополит Николай особо поблагодарил собравшихся представителей поместных Православных Церквей, с большой любовью относившихся к архиепископу Петру. Затем состоялось отпевание, в служении коего участвовали все архиереи и собравшееся духовенство. Митрополит Николай возглавил служение Божественной литургии в Покровском кафедральном соборе. Ему сослужили митрополит Николай, глава Северо-Американской митрополии Румынской Православной Церкви; епископ Сонорский Иаков, викарий Западно-Американской епархии; Начальник Русской Духовной Миссии РПЦЗ в Иерусалиме архимандрит Роман (Красовский), архимандрит Иоанн (Маграмм), правитель дел канцелярии Архиерейского Синода, секретарь Первоиерарха Русской Зарубежной Церкви протоиерей Серафим Ган; секретарь епархиального управления протоиерей Григорий Джойс, соборный ключарь протоиерей Валерий Вовковский, соборный клир и гости в священном сане. Диаконский чин возглавил протодиакон Евгений Каллаур. За богослужением молился и причащался Святых Христовых Таин протоиерей Андрей Папков.

## Награды
- Орден святителя Иннокентия, митрополита Московского и Коломенского II степени (12 июля 2013)[17]
- Орден Преподобного Серафима Саровского II степени (12 июля 2023) — во внимание к трудам и в связи с 20-летием архиерейской хиротонии и 75-летним юбилеем[18]
- «700-летие преп. Сергия Радонежского» (4 декабря 2015)[19]

## Публикации
статьи
- Remembering Vladika John By Hieromonk Peter Loukianoff, June 4, 1991
- К 25-летию кончины Приснопамятного Владыки архиепископа Иоанна (Максимовича) // Православная жизнь. 1991. — № 7.
- Да не смущается сердце ваше // Православная Русь. 1993. — № 16 (1493). — С. 1.
- К прославлению Владыки архиепископа Иоанна // Православная Русь. 1994. — № 5 (1506). — С. 15.
- Протоиерей Константин Заневский // Православная Русь. 1999. — № 21 (1642). — С. 15.
- Кончина Болгарской царицы Иоанны // Православная Русь. 2000. — № 6 (1651). — С. 13-14.
- Приснопамятный владыка архиепископа Иоанн: К 25-летию со дня кончины // Трибуна русской мысли. 2002. — № 4. — С. 112—121.
- Слово архимандрита Петра при наречении во епископа // Православная Русь. 2003. — № 17 (1734). — С. 5.

интервью
- Беседа с архимандритом Петром (Лукьяновым), начальником Русской Духовной Миссии в Иерусалиме // Православная Русь. 2002. — № 2 (1695). — С. 9-10.
- Remembrance of St. John of Shanghai (26 декабря 2011, аудио)
- К России только любовь… Архивная копия от 5 января 2016 на Wayback Machine, 07.12.2015
- Владимир Басенков. «Можно красноречиво проповедовать с амвона, но если не быть примером – успеха проповеди не будет». Архиепископ Петр (Лукьянов). pravoslavie.ru (8 декабря 2021).